# M30 (amas globulaire)
Pour les articles homonymes, voir M30.
M30 (NGC 7099) est un amas globulaire situé dans la constellation du Capricorne. M30 est à environ 26 420 al (8,1 kpc) et à 23 160 al (7,1 kpc) du centre de la Voie lactée.

## Histoire
L'astronome français Charles Messier a découvert Messier 30 le 3 septembre 1764. Il nota qu'il avait trouvé une nébuleuse près de l'étoile 41 Capricorni. Il nota aussi qu'elle était ronde et sans étoiles. L'ayant observé avec un télescope télescope grégorien à un grossissement de 104, Messier a déterminé son diamètre à 2 minutes d'arc.
Johann Elert Bode a aussi observé « cette nébuleuse », mais c'est William Herschel qui a découvert sa nature en résolvant ses étoiles vers 1784. Dans une publication de 1814, il le décrivit comme un amas brillant dont les étoiles sont graduellement plus compressées vers le centre. Il nota que l'amas était isolé, car aucune des étoiles du voisinage ne semblait y être reliée.
Le 23 septembre 1830, John Herschel a observé l'amas. Il l'a décrit comme un amas irrégulièrement rond, un peu allongé dont les dimensions sont de 4' par 3'. Il nota aussi que deux lignes plutôt larges d'étoiles s'étendent vers le nord en suivant une direction nord-est. Herschel a inscrit M30 dans son catalogue sous la désignation GC 4687.
L'amas a aussi été observé par Charles Piazzi Smyth en septembre 1836. Situé à environ 20 degrés à l'ONO de Fomalhaut où il précède 41 Capricorni, cet objet est brillant et, d'après les flots épars d'étoiles sur son bord inférieur, l'amas est elliptique avec un centre brillant.
John Dreyer a inscrit l'amas dans son catalogue sous la désignation NGC 7099 en le décrivant comme un amas globulaire remarquable, brillant, vaste, légèrement ovale et progressivement plus brillant vers le centre renfermant des étoiles de magnitude 12 à 16.
Une photographie de l'amas a été réalisée par Heber Doust Curtis et elle a été publiée en 1918 dans le livre « Descriptions of 762 Nebulae and Clusters Photographed with the Crossley Reflector »,.

## Observation
La magnitude visuelle de 7,1 de M30 permet de l'observer aisément avec de petites jumelles.

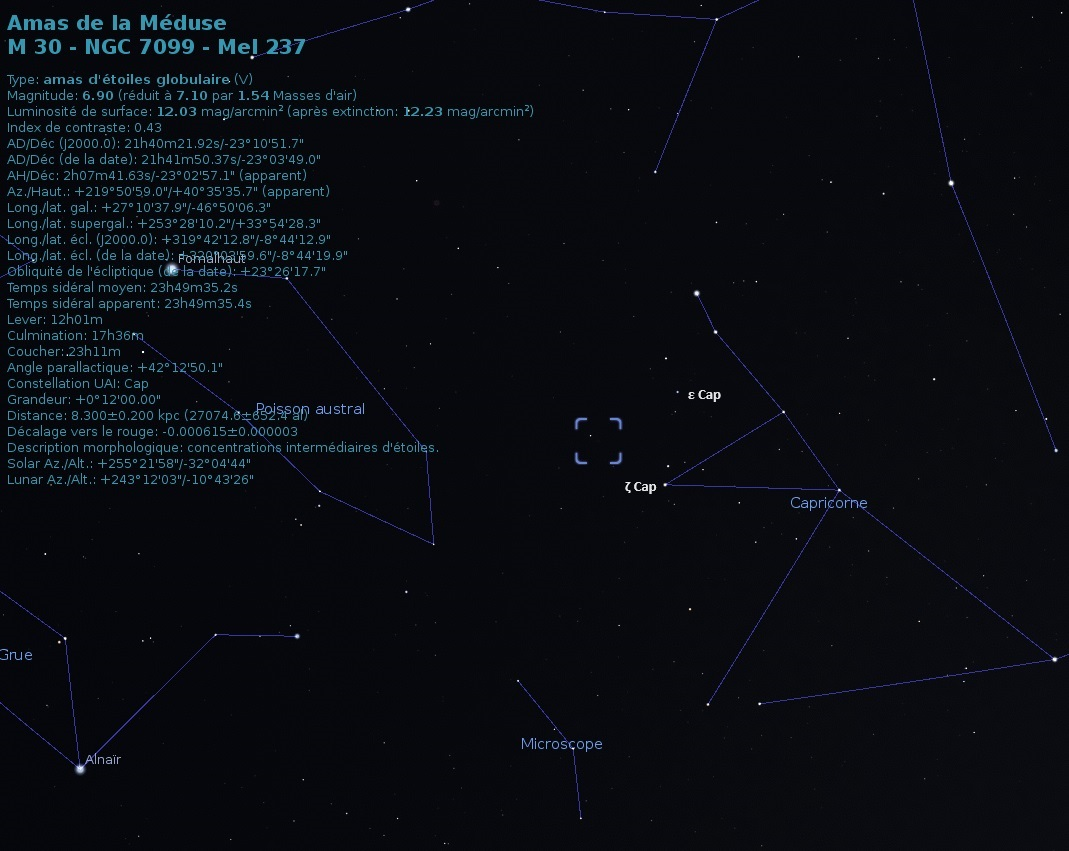
Localisation de Messier 30 dans la constellation du Capricorne (données du logiciel Stellarium).

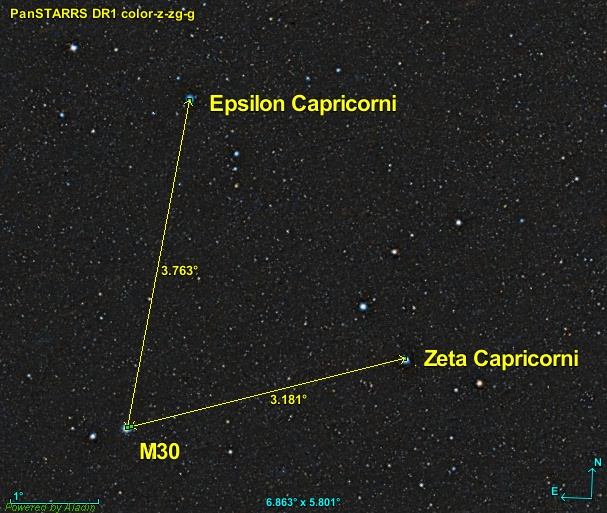
M30 en compagnie de deux étoiles.

M30 est à environ 3,8 degrés au sud-est de Epsilon Capricorni, une étoile de magnitude 4,62, et à quelque 3,2 degrés au sud-est de Zeta Capricorni, une étoile de magnitude 3,77.

## Caractéristiques

### Classe
La classe de concentration Shapley-Sawyer de M30 est V,, ce qui signifie que l'amas présente une concentration centrale intermédiaire.

### Structure
Le noyau de M30 est extrêmement dense, car comme 21 autres des 157 amas globulaires connus de la Voie lactée, il a connu un effondrement gravitationnel du cœur. Le noyau de M30 est ne fait que quelque 0,12 minute d'arc, ce qui correspond à un diamètre de moins d'une année-lumière. La moitié de la masse de l'amas se situe à l'intérieur d'un diamètre de 17,4 al. Mais en raison de sa masse élevée, le rayon de marée de M30 est de 139 années-lumière, ce qui signifie qu'au-delà de cette distance il perdrait des étoiles au profit de la Voie lactée.

### Distance, taille et vitesse
Une seule valeur parue dans une publication de 2008 est indiquée base de données Simbad, soit environ 0,007 Mpc (∼22 800 al). Selon Harris et Boyles, M30 est à environ 8,1 kpc (∼26 400 al) du système solaire,.
Si on admet une distance d'environ 8,1 kpc et une taille apparente de 12',, un calcul simple montre que sa taille réelle est d'environ 92 années-lumière.
Quatre valeurs de la vitesse sont aussi indiquées sur Simbad: −108,100 159 ± 4,518 86 km/s, −185,3 ± 0,1 km/s, −185,19 ± 0,17 km/s et −164,0 ± 5,0 km/s. La moyenne des quatre  donne −161 ± 36 km/s ce qui est légèrement inférieure à la valeur de −184,2 ± 0,2 km/s indiquée par Harris. Cet amas se déplace sur une orbite rétrograde, ce qui suggère qu'il ne s'est pas formée à l'intérieur de la Voie lactée, mais qu'il s'agit d'une galaxie satellite capturée.

### Métallicité, masse et âge
Boyles et Harris indique une valeur -2,27,,. La métallicité indiquée par Forbes est -1,92. La base de données Simbad rapporte huit valeurs de la métallicité comprises entre -2,226 et -2,36 pour une valeur moyenne et un écart-type de −2,316 ± 0,053. Une métallicité comprise entre (-2,316 - 0,053 = -2,263) et (-2,316 + 0,053 = -2,369) signifie que la concentration en éléments lourds (plus lourd que l'hélium) de M30 est comprise entre 0,43 % (10-2,369) et 0,55 % (10-2,263) de celle du Soleil.
Après le Big Bang, l'Univers étant surtout composé d'hydrogène et d'hélium, la métallicité était pratiquement nulle. L'univers s'est progressivement enrichi en métaux (éléments plus lourds que l'hélium) grâce à la synthèse de ceux-ci dans le cœur des étoiles. La métallicité des amas du halo de la Voie lactée varie d'un centième (1 %) à un dixième (10 %) de la métallicité solaire, ce qui signifie que ces amas se décomposent en deux sous-groupes, les relativement jeunes et les vieux. Selon sa métallicité, M30 est donc très pauvre en métaux lourds, ce qui est accord avec son vieil âge. Selon Forbes, il est âgé de 12,93 milliards d'années.

## Les étoiles de M30
Une étude a été réalisée dans l'ultraviolet lointain (FUV) et dans l'ultraviolet (UV) ( réalisée à l'aide des caméras Advanced Camera for Survey (ACS) et Wide Field/Planetary Camera (WFPC). Sur un total de 1218 de la séquence principale, 185 étoiles étaient des géantes rouges, 47 des traînardes bleues, 41 étaient des étoiles de la branche horizontale, ainsi que 78 sources situées vers le bleu de la séquence principale constituées de naines blanches et d'objets entre la phase naine blanche et la branche principale, ce qui inclut des candidates potentielles de variables cataclysmiques. La distribution radiale des traînardes bleues est concentrée vers le centre, ce qui indique que la ségrégation de masse s'est produite.
On a déterminé que 10 sources de rayon X, deux variables cataclysmiques, une RS CVn (RS CVn), une géante rouge dotée de forte émission FUV et deux sources n'émettant que des émissions FUV.

### Étoiles variables
La page de Christine M. Clement de l'Université de Toronto contient une liste de 26 étoiles. Neuf de celles-ci sont des étoiles qui étaient désignées comme variables, mais qui ne le sont pas. En date de juin 2014, on dénombrait donc dans M30 17 étoiles variables dont 7 de type RR Lyrae (4 RR0 et 3 RR1), 4 de type W Ursae Majoris, 1 variable éruptive (variable irrégulière) (UV), 2 type SX Phoenici (SX Phe), une binaire à éclipses et une de nature non identifiée. Notons que la nomenclature employée par Clement est celle du General Catalogue of Variable Stars.

### Sources X
L'utilisation de l'observatoire spatial de rayons X Chandra a permis de cataloguer un total de 23 sources de rayon X. Deux des sources correspondent à des radiosources dont le pulsar milliseconde PSR J2140−2310A découvert en 2004. Dix huit contreparties optiques ont été identifiées à ces 23 sources X, dont deux nouvelles variables cataclysmiques (CVs), cinq nouvelles candidates (CVs), deux nouvelles candidates RS Canum Venaticorum (RS CVn) et deux BY Draconis (BY Dra AB)

### Pulsar
Deux pulsars millisecondes ont été découverts dans M30 dans le domaine des ondes radios en utilisant le radiotélescope de Green Bank. Il s'agit de  PSR J2140-2310A, un pulsar à éclipse de 11 millisecondems, et de  PSR J2140-23B un pulsar de 13 millisecondems se déplaçant sur une orbite très elliptique (e) > 0,5.

## Galerie

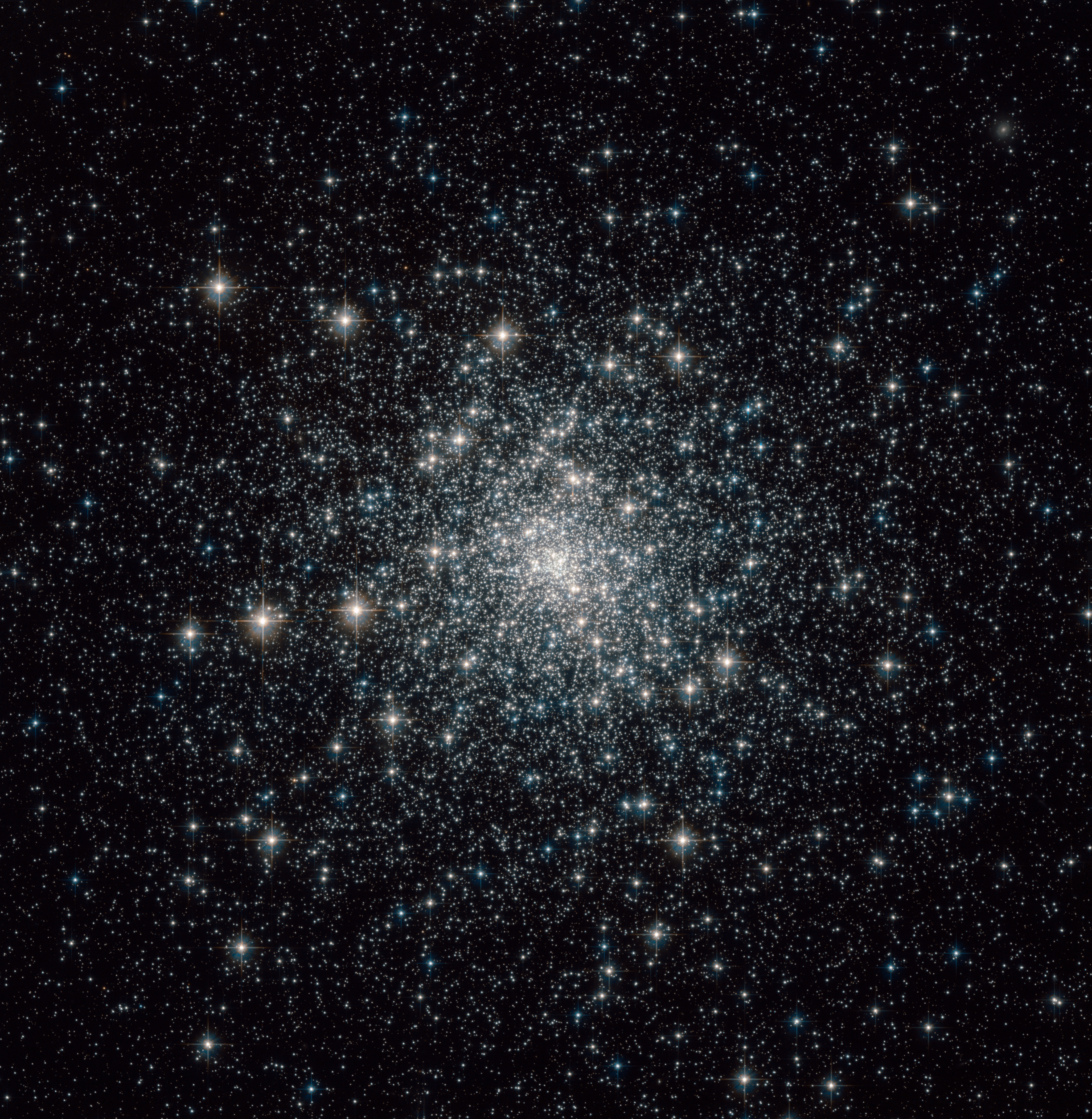
Autre image de M30 par le télescope spatial Hubble.
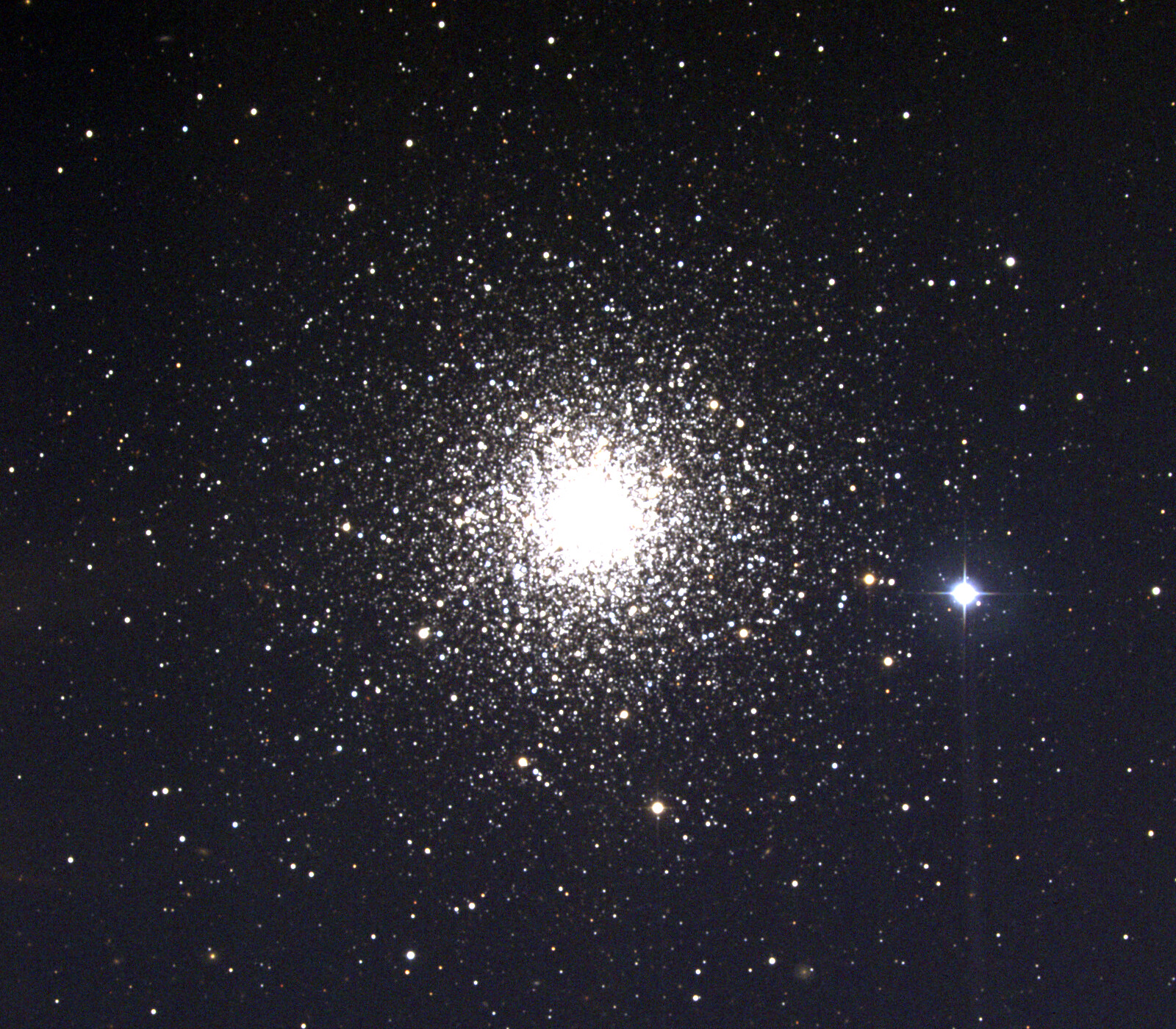
M30 capté par le télescope de 0,9 mètre de l'observatoire de Kitt Peak.
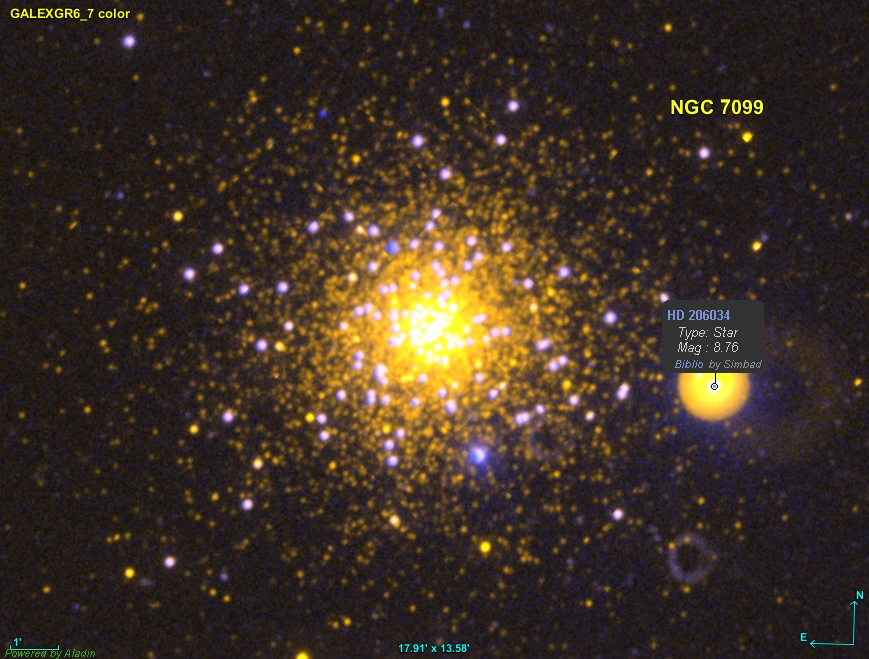
M30 dans le domaine de l'ultraviolet par le télescope spatial Galaxy Evolution Explorer (GALEX). La source de forte intensité ultraviolette à l'ouest de M30 est l'étoile HD 206034.
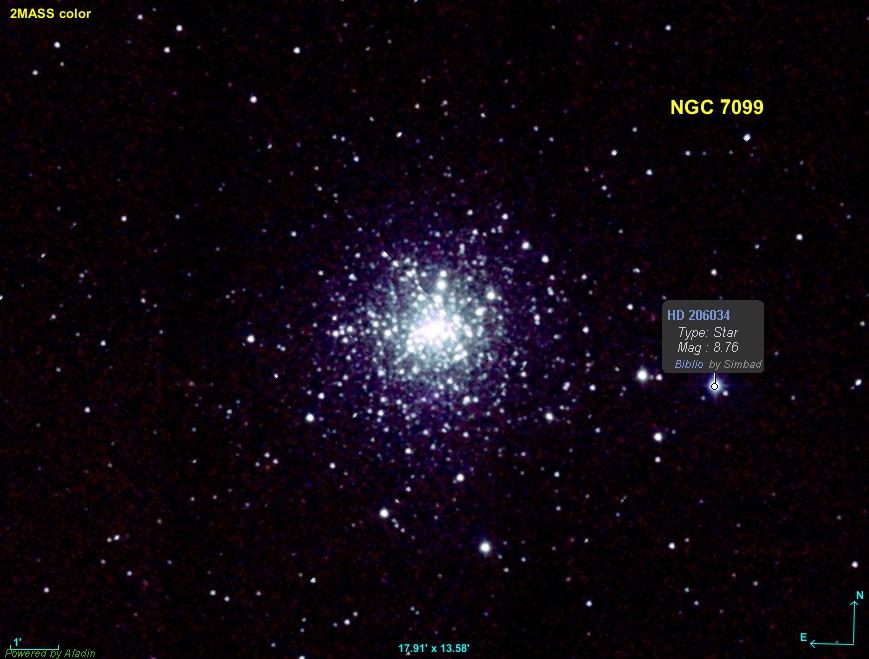
M30 dans le domaine de l'infrarouge par le relevé 2MASS.
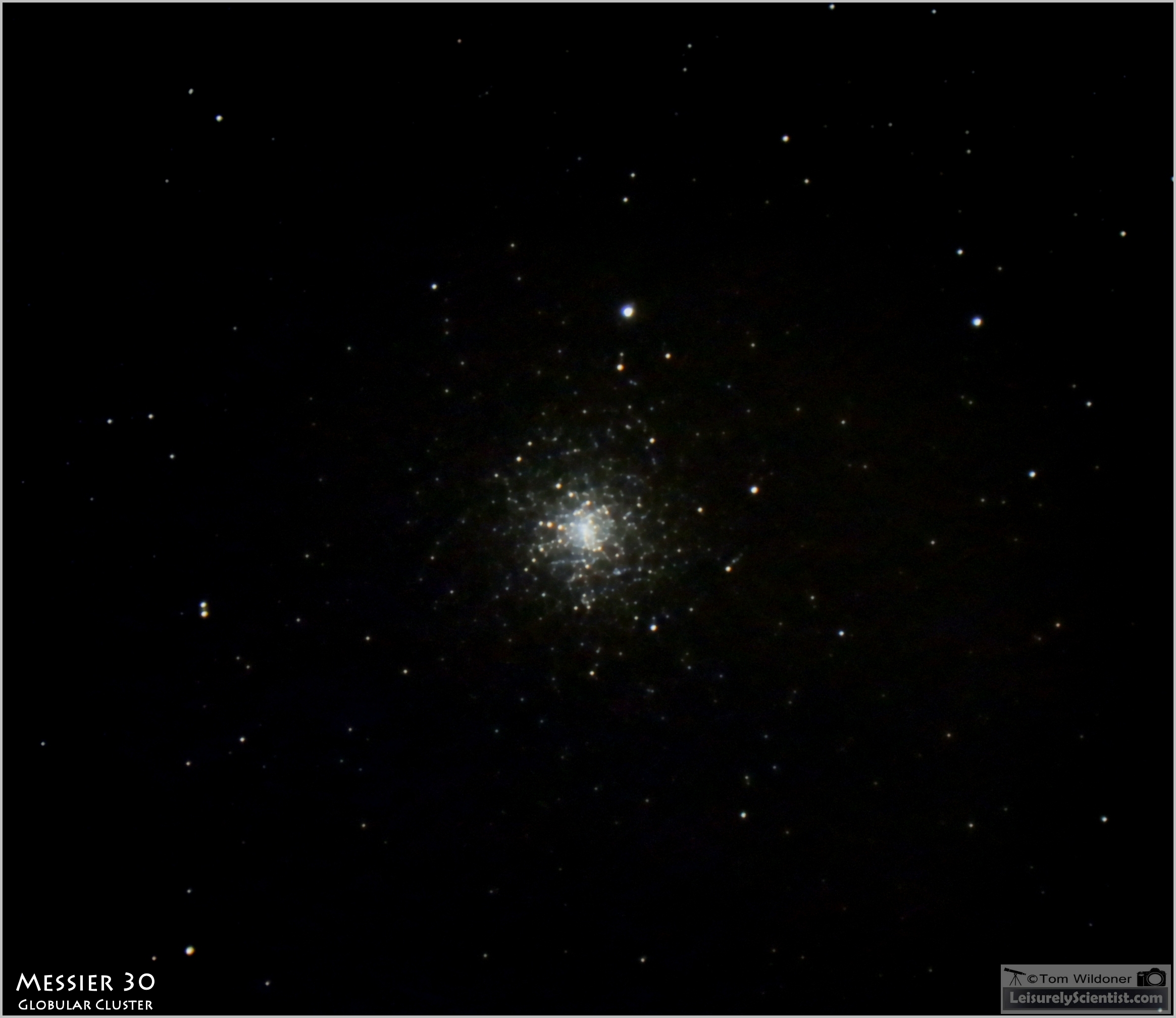
M30 imagé à l'aide d'un télescope amateur.